# Osiedle Grunwald Południe
Osiedle Grunwald Południe – osiedle samorządowe Poznania (od 1 stycznia 2011 roku), obejmujące część Grunwaldu.

## Granice administracyjne
Osiedle Grunwald Południe graniczy:
- z Osiedlem Św. Łazarz (granica - ulica Reymonta, ulica Arciszewskiego)
- z Osiedlem Górczyn (granica - ulica Arciszewskiego, trasa linii kolejowej nr 3, ulica Ściegiennego, ulica Arciszewskiego)
- z Osiedlem Junikowo (granica - ulica Mrągowska, ulica Jawornicka, ulica Promienista, ulica Krośnieńska, ulica Jawornicka, ulica Grunwaldzka)
- z Osiedlem Ławica (granica - ulica Ptasia, ulica Bułgarska)
- z Osiedlem Grunwald Północ (granica - ulica Marcelińska)
- z Osiedlem Stary Grunwald (granica - ulica Grochowska, ulica Grunwaldzka)

## Podział
Podział w Systemie Informacji Miejskiej
Według Systemu Informacji Miejskiej Osiedle Grunwald Południe jest podzielone na pięć jednostek obszarowych:
- Grunwald (częściowo)
- Kasztelanów (częściowo)
- Os. Mikołaja Kopernika
- Pogodno
- Raszyn

## Oświata
- Szkoła Podstawowa nr 7 im. Erazma z Rotterdamu (ul. Galileusza 14)[4]
- Szkoła Podstawowa nr 74 im. Mikołaja Kopernika, (ul. Trybunalska 17)[5]
- Szkoła Podstawowa nr 80 im. Kornela Makuszyńskiego (ul. Pogodna 84)[6],
- Szkoła Podstawowa Nr 90 im. hr Władysława Zamoyskiego (ul. J. Chociszewskiego 56)[7],
- Zespół Szkół Specjalnych nr 103 im. Marii Grzegorzewskiej (ul. Rycerska 43)[8]
- XI Liceum Ogólnokształcące im. Jadwigi i Wacława Zembrzuskich (ul. P. Ściegiennego 134)[9]
- Zespół Szkół Budowlanych (ul. Grunwaldzka 152)[10]
- Zespół Szkół Budowlano-Drzewnych i XXVIII Liceum Ogólnokształcące im. Bolesława Chrobrego (ul. Raszyńska 48)[11]
- Zespół Szkół Ekonomicznych im. S. Staszica, (ul. Marszałkowska 40)[12]
- Zespół Szkół Gastronomicznych im. Karola Libelta, (ul. Podkomorska 49)[13]
- International School of Poznan (ul. E. Taczanowskiego 18)[14]
- Poznańskie Centrum Edukacji Ustawicznej i Praktycznej (ul. Jawornicka 1)[15]
- Wyższa Szkoła Zdrowia, Urody i Edukacji w Poznaniu (ul. Brzeźnicka 3)[16]
- Obserwatorium Astronomiczne Uniwersytetu im. Adama Mickiewicza

## Kultura
W dniu 17 lutego 2012 roku zostało otwarte Kino Bułgarska 19, w sali kinowej dawnego kina Orbis Pictus, które działało w niej od września 2010 do czasu przemienienia go w kino objazdowe.

## Wspólnoty religijne
Teren osiedla Grunwald Południe obejmuje trzy parafie:
- Parafia Ewangelicko-Augsburska
- Parafia św. Jana Kantego
- Parafia Świętej Rodziny

## Zabytki
- Fort VIII
- Fort VIIIa

## Muzea
- Muzeum Policji

## Sport
- Stadion Poznań
- Grunwald Poznań

## Tereny zielone
- Park Manitiusa
- Park ks. Józefa Jasińskiego

## Siedziba Rady Osiedla
Adres Rady Osiedla
XI Liceum Ogólnokształcące im. Jadwigi i Wacława Zembrzuskich, ul. ks. Piotra Ściegiennego 134.

## Komunikacja
Osiedle obsługują autobusy MPK Poznań linii 163, 169 i 193 oraz linie nocne 214 i 224.